# لیمباخ (وستروالدکرایس)
لیمباخ (به آلمانی: Limbach) یک شهر در آلمان است که در وستروالدکرایس واقع شده‌است. لیمباخ ۴۱۷ نفر جمعیت دارد.